# بيلي لاينغ
بيلي لاينغ (بالإنجليزية: Billy Laing)‏ هو لاعب كرة قدم بريطاني في مركز الهجوم، ولد في 25 أبريل 1951 في اسكتلندا في المملكة المتحدة. لعب مع نادي رينجرز.